# Антиционизъм
Антиционизъм е идеологическа и практическа опозиция от представители на различни етноси (включително и от евреи като Натурей карта), философски и религиозни движения, политически организации, публични институции, които отхвърлят и критикуват ционистките цели и методите за тяхното постигане.

## В ООН
На 10 ноември 1975 година, на XXX сесия на Общото събрание на ООН, под влияние на Съветския съюз и с подкрепата на социалистическите и арабските страни, се приема резолюция 3379, което определя ционизма като „форма на расизъм и расова дискриминация“.
През 1991 г., за да участва в конференция за мир, Израел поставя условието ООН да отмени резолюция 3379. На 16 декември 1991 година резолюция 46/86 на Общото събрание на ООН анулира резолюция 3379.

## Сред евреите
Основните сили на антиционизма сред евреите в началото на ХХ век са били основно представители на ортодоксалните евреи.

## Сред арабите
Мюсюлманските страни са основният и най-организиран противник на ционизма. Враждебността към ционизма е една от причините за създаването на Арабската лига. Арабски политически анализатори и държавници не признават Израел като независима държава. До началото на 60-те години на XX век ционистки организации са отстранени във всички арабски страни. През 1975 година арабските държави изиграват важна роля с приемането от Общото събрание на ООН резолюцията, в която ционизмът се отъждествява с расизъм, но през 1991 г. резолюцията е отхвърлена.